# Michael J. Hart

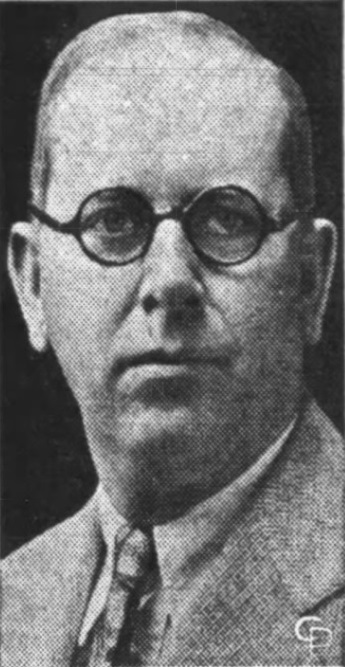
Michael J. Hart (1931)

Michael James Hart (* 16. Juli 1877 in Waterloo, Québec, Kanada; † 14. Februar 1951 in Saginaw, Michigan) war ein US-amerikanischer Politiker. Zwischen 1931 und 1935 vertrat er den Bundesstaat Michigan im US-Repräsentantenhaus.

## Werdegang
Im Jahre 1880 kam Michael Hart mit seinen Eltern in die Vereinigten Staaten, wo sich die Familie im Saginaw County in Michigan niederließ. Er besuchte die öffentlichen Schulen seiner neuen Heimat einschließlich einer Handelsschule. Von 1896 bis 1898 arbeitete er als Lehrer im Saginaw County. Danach war er in der Landwirtschaft tätig. Von 1920 an war er auch an der Verpackung und dem Versand von landwirtschaftlichen Produkten beteiligt.
Politisch wurde Hart Mitglied der Demokratischen Partei. 1930 kandidierte er noch erfolglos für den Kongress. Nach dem Tod des Abgeordneten Bird J. Vincent wurde er bei der fälligen Nachwahl für den achten Sitz von Michigan als dessen Nachfolger in das US-Repräsentantenhaus in Washington, D.C. gewählt, wo er am 3. November 1931 sein neues Mandat antrat. Nach einer Wiederwahl bei den regulären Wahlen von 1932 konnte er bis zum 3. Januar 1935 im Kongress verbleiben. In dieser Zeit wurden dort die ersten der New-Deal-Gesetze der Bundesregierung unter Präsident Franklin D. Roosevelt verabschiedet. Im Jahr 1932 war Hart Delegierter zur Democratic National Convention in Chicago, auf der Roosevelt erstmals als Präsidentschaftskandidat der Partei nominiert wurde.
In den Jahren 1934, 1936 und 1942 bewarb sich Hart erfolglos um seinen Verbleib bzw. seine Rückkehr in den Kongress. Ansonsten nahm er seine früheren Tätigkeiten wieder auf. Von 1935 bis 1937 leitete er auch eine Brauerei. Michael Hart starb am 14. Februar 1951 in Saginaw.